# Like Mike
Like Mike ist eine amerikanische Komödie aus dem Jahr 2002. Regie führte John Schultz. Das Drehbuch schrieben Michael Elliot und Jordan Moffet.

## Handlung
In einem Kinderheim in Los Angeles wohnt das Waisenkind Calvin Cambridge. Eines Tages bei einem Keks-Verkauf vor dem Los Angeles Knights Stadion begegnet er dem Coach der Knights. Der reserviert ihm ein paar Karten für das nächste Spiel. Am nächsten Tag findet er in einer Kiste geheimnisvolle Schuhe von Michael Jordan. Bei dem Spiel von den Knights hat er die Schuhe an, worauf er zufällig durch einen Wettbewerb gegen den Basketball-Spieler Tracey Reynolds antreten muss. Er gewinnt gegen Tracey durch eine merkwürdige Art. Er wird von den Knights gebeten, mit ihnen zu spielen. Zuerst gefällt das Tracey gar nicht, doch später kann er Calvin immer mehr leiden. Kurz vor dem Play-off-Spiel werden die Schuhe vom gemeinen Heimleiter gestohlen, doch er kann die Schuhe dank seiner Freunde wieder beschaffen. Obwohl die Schuhe kaputtgegangen sind, kann er das Spiel noch gewinnen. Später werden er und sein bester Freund Murph von Tracey adoptiert.

## Trivia
- Das Budget des Films betrug 30 Millionen US-Dollar, der Film nahm weltweit 62.274.780 US-Dollar an den Kinokassen ein.[3]
- Im Film haben viele bekannte Basketballspieler, unter anderem Dirk Nowitzki einen Gastauftritt.
- 2006 erschien eine direkt für den Video- bzw. DVD-Markt produzierte Fortsetzung mit dem Titel Like Mike 2 – Das Spiel mit der Magie.

## Kritik
Lexikon des internationalen Films: Bittersüßes Märchen, in routinierter Manier auf ein junges Publikum zugeschnitten. Gut gespielt und spannend erzählt, mit offenem Appell an die Kinder, an sich selbst zu glauben.